# Solanum ensifolium
Solanum ensifolium är en potatisväxtart som beskrevs av Michel Félix Dunal. Solanum ensifolium ingår i släktet skattor som ingår i familjen potatisväxter. IUCN kategoriserar arten globalt som akut hotad. Inga underarter finns listade i Catalogue of Life.